# Sedum stefco
Sedum stefco är en fetbladsväxtart som beskrevs av Stefanov. Sedum stefco ingår i Fetknoppssläktet som ingår i familjen fetbladsväxter. Inga underarter finns listade i Catalogue of Life.